# Жилкибаев, Аманбек
Аманбек Жилкибаев (1921 год, аул Шуга) — старший чабан совхоза «Кутузовский» Иртышского района Павлодарской области, Казахская ССР. Герой Социалистического Труда (1971).

## Биография
С 1933 года — чабан колхоза «Шуга». С 1936 по 1943 года работал помощником чабана в совхозе «Северный» Иртышского района. В 1943 году возглавил бригаду чабанов совхоза «Кутузовский» Иртышского района.
Досрочно выполнил задания Восьмой пятилетки (1966—1970) и свои личные социалистические обязательства. Указом Президиума Верховного Совета СССР «О присвоении звания Героя социалистического Труда передовикам сельского хозяйства Казахской ССР» от 8 апреля 1971 года за выдающиеся успехи, достигнутые в развитии сельскохозяйственного производства и выполнении пятилетнего плана продажи государству продуктов земледелия и животноводства удостоен звания Героя Социалистического Труда с вручением ордена Ленина и золотой медали «Серп и Молот»
.
Руководил бригадой чабанов совхоза «Кутузовский» до выхода на пенсию в 1979 году.